# Lista tomów serii Blue Lock
Ten artykuł zawiera listę tomów serii Blue Lock napisanej przez Muneyukiego Kaneshiro i zilustrowanej przez Yusuke Nomurę, ukazywanej w magazynie „Shūkan Shōnen Magazine” wydawnictwa Kōdansha od 1 sierpnia 2018. Pierwszy tom tankōbon ukazał się 16 listopada 2018, natomiast według stanu na 16 sierpnia 2024, do tej pory wydano 30 tomów.
W Polsce seria ukazuje się nakładem wydawnictwa Waneko, pierwszy tom zaś został wydany 8 sierpnia 2022.
Spin-off mangi skupiający się na postaci Seishirou Nagiego, zatytułowany Blue Lock: Episode Nagi, ukazuje się w magazynie „Bessatsu Shōnen Magazine” wydawnictwa Kōdansha od 9 czerwca 2022. Manga ta została napisana przez Muneyukiego Kaneshiro i zilustrowana przez Kōtę Sannomiyę. Według stanu na 17 lipca 2024, do tej pory ukazało się 5 tankōbonów.

## Główna seria
| Nr | Język japoński       | Język japoński         | Język polski        | Język polski           |
| Nr | Data wydania         | ISBN                   | Data wydania        | ISBN                   |
| --- | -------------------- | ---------------------- | ------------------- | ---------------------- |
| 1 | 16 listopada 2018    | ISBN 978-4-06-513400-9 | 8 sierpnia 2022     | ISBN 978-83-8242-343-3 |
| Lista rozdziałów - 001. Marzenie (jap. 夢 Yume) - 002. Nowy dom (jap. 入寮 Nyūryō) - 003. Potwór (jap. かいぶつ Kaibutsu) - 004. Od teraz (jap. 今こそ Ima koso) |                      |                        |                     |                        |
| 2 | 17 stycznia 2019     | ISBN 978-4-06-514121-2 | 5 października 2022 | ISBN 978-83-8242-344-0 |
| Lista rozdziałów - 005. Piłka nożna od zera (jap. サッカーの０ Sakkā no zero) - 006. 1 = podstawa (jap. １＝個性 Ichi＝kosei) - 007. Przebić się pod bramkę (jap. ゴール前で逢おう Gōru mae de aō) - 008. Wiadomość (jap. 啓示 Messēji) - 009. Superbohater (jap. スーパーヒーロー Sūpāhīrō) - 010. Strategia „Ja jestem kolejną Dziewiątką” (jap. 次俺９作戦 Tsugi ore nain sakusen) - 011. Przeczucie i intuicja (jap. 予感と直感 Yokan to chokkan) - 012. Sygnał do ataku (jap. 合図 Suitchi) - 013. Szansa na zmianę (jap. 生まれ変わるのは Umarekawaru no wa)             |                      |                        |                     |                        |
| 3 | 15 marca 2019        | ISBN 978-4-06-514447-3 | 5 grudnia 2022      | ISBN 978-83-8242-345-7 |
| Lista rozdziałów - 14. Determinacja (jap. 覚悟 Kakugo) - 15. Spirala (jap. 螺旋 Supairaru) - 16. Cios (jap. 一撃 Ichigeki) - 17. Przepraszam (jap. ごめん Gomen) - 18. Dobra robota (jap. おつかれ Otsukare) - 19. Przewaga (jap. 圧倒的不利 Disuadobantēji) - 20. Zapał (jap. 滾り Tagiri) - 21. Zniszczę ich! (jap. ブチ抜け！ Buchinuke!) - 22. Póki płonie we mnie ogień (jap. この熱が尽きるまで Kono netsu ga tsukiru made) |                      |                        |                     |                        |
| 4 | 17 czerwca 2019      | ISBN 978-4-06-515450-2 | 6 lutego 2023       | ISBN 978-83-8242-346-4 |
| Lista rozdziałów - 23. Póki ich nie spotkałem (jap. 出逢うまでは Deau made wa) - 24. Formuła gola (jap. 成功の方程式 Gōru no hōtei shiki) - 25. Mechanizm (jap. 法則 Karakuri) - 26. Last Game - 27. Tylko jeden (jap. ただひとり Tada hitori) - 28. Superwyjątkowy (jap. スーパースペシャル Sūpā supesharu) - 29. Błyskawiczna ewolucja (jap. 進化の一閃 Shinka no issen) - 30. Granica fanatyzmu (jap. 極限の熱狂 Kyokugen no nekkyō) - 31. Przebudzenie (jap. 覚醒 Kakusei)                                                                                                 |                      |                        |                     |                        |
| 5 | 16 sierpnia 2019     | ISBN 978-4-06-516336-8 | 5 kwietnia 2023     | ISBN 978-83-8242-347-1 |
| Lista rozdziałów - 32. Impuls (jap. 衝動 Shōdō) - 33. Atak niczym fala (jap. 波状攻撃 Hajō kōgeki) - 34. Tak będzie dobrze (jap. このままで Kono mama de) - 35. Ostatnia szansa (jap. ラストチャンス Rasuto chansu) - 36. Teraz i tutaj (jap. いまここにある Ima koko ni aru) - 37. Ostatni fragment układanki (jap. 最後の欠片 Saigo no pīsu) - 38. Więcej (jap. もっと Motto) - 39. Głód (jap. 飢餓 Hangurī) - 40. Druga selekcja (jap. 二次選考 Ni-ji serekushon) |                      |                        |                     |                        |
| 6 | 17 października 2019 | ISBN 978-4-06-517167-7 | 5 czerwca 2023      | ISBN 978-83-8242-348-8 |
| Lista rozdziałów - 41. Blue Lock Man - 42. Zmiana (jap. 一変 Ippen) - 43. Trzyosobowa drużyna (jap. ３人１組 Sannin ichikumi) - 44. Bitwa rywali (jap. 奪敵決戦 Raibarurī batoru) - 45. Śmierć i życie (jap. 殺し合い Koroshiai) - 46. Top 3 - 47. Reakcja chemiczna (jap. 化学反応 Kagaku han’nō) - 48. Piękno paraboli (jap. その放物線の美しさに Sono hōbutsusen no utsukushi-sa ni) - 49. Po rozłące (jap. 別離の後先 Betsuri no atosaki) |                      |                        |                     |                        |
| 7 | 17 stycznia 2020     | ISBN 978-4-06-517887-4 | 2 sierpnia 2023     | ISBN 978-83-8242-349-5 |
| Lista rozdziałów - 50. Dobór przeciwników (jap. 試合成立 Macchingu seiritsu) - 51. Kreator (jap. 創造主 Sōzōshu) - 52. Geniusze i przeciętniaki (jap. 天才と凡才 Tensai to bonsai) - 53. Martwy punkt (jap. 死角 Shikaku) - 54. Pożarcie (jap. 喰 Kurau) - 55. Marzenie, które się nie spełni (jap. 叶わない夢 Kanawanai yume) - 56. Własne życie na szali (jap. 人生を懸けた証明 Jinsei o kaketa shōmei) - 57. Podpalony lont bitwy ostatecznej (jap. 邂逅 Kaikō) - 58. Decydujący mecz czas zacząć (jap. 決戦の火蓋 Kessen no hibuta)                                        |                      |                        |                     |                        |
| 8 | 17 marca 2020        | ISBN 978-4-06-518559-9 | 4 października 2023 | ISBN 978-83-8242-350-1 |
| Lista rozdziałów - 59. Potrójna fuzja (jap. 三者融合 Torai sesshon) - 60. Wizja boiska (jap. 戦場視界 Fīrudo bijon) - 61. Tchnąć życie (jap. 生かす Ikasu) - 62. Słabizna (jap. ヘタクソ Hetakuso) - 63. Na klęczkach (jap. 埋もれる人間 Umoreru ego) - 64. Główna rola (jap. 主役の座 Sutēji) - 65. Niespodzianka w rękach losu (jap. 運命の悪戯 Unmei no itazura) - 66. Rozdroża przegranych (jap. 敗北者の岐路 Haiboku-sha no kiro) - 67. Talent do poczucia beznadziei (jap. 絶望の才能 Zetsubō no sainō)                                                                  |                      |                        |                     |                        |
| 9 | 15 maja 2020         | ISBN 978-4-06-518854-5 | 5 grudnia 2023      | ISBN 978-83-8242-351-8 |
| Lista rozdziałów - 068. Obietnica (jap. 約束 Yakusoku) - 069. Chaos (jap. 大混沌 Kaosu) - 070. Dancing Boy - 071. Przyjaciel (jap. ともだち Tomodachi) - 072. Match Up! - 073. Reakcja łańcuchowa (jap. 超連動 Chō rendō) - 074. Potwór (jap. 異次元選手 Monsutā) - 075. Taniec (jap. 乱舞 Ranbu) - 076. Już nie mogę zawrócić (jap. もう戻れない Mōmodorenai) |                      |                        |                     |                        |
| 10 | 17 sierpnia 2020     | ISBN 978-4-06-520360-6 | 5 lutego 2024       | ISBN 978-83-8242-352-5 |
| Lista rozdziałów - 077. Na poważnie (jap. 本気 Honki) - 078. Nieregularny (jap. イレギュラー Iregyurā) - 079. Mnie w nim nie ma (jap. 俺がいない Ore ga inai) - 080. Bez granic (jap. 無限界 Nō rimitto) - 081. Ostatnia akcja (jap. 最終行動 Rasuto akushon) - 082. Nie potrzebuję (jap. いらない Iranai) - 083. Głos (jap. 声 Koe) - 084. Jak na początku (jap. 初期衝動 Shoki shōdō) - 085. Osiem sekund wcześniej (jap. ８秒前 Hachi-byō mae) |                      |                        |                     |                        |
| 11 | 16 października 2020 | ISBN 978-4-06-521018-5 | 4 kwietnia 2024     | ISBN 978-83-8242-353-2 |
| Lista rozdziałów - 086. Duma (jap. 誇り Hokori) - 087. Luck - 088. Światowa selekcja (jap. 世界選抜 Sekai senbatsu) - 089. Demon (jap. 悪魔 Akuma) - 090. Trzecia selekcja (jap. 三次選考 Sanji serekushon) - 091. Boska prędkość (jap. 神速 Shinsoku) - 092. Najbliżej (jap. 一番近くで Ichiban chikaku de) - 093. Zebranie (jap. 集結 Shūketsu) - 094. Nadszedł czas (jap. 時は来たり Toki wa kitari) |                      |                        |                     |                        |
| 12 | 17 grudnia 2020      | ISBN 978-4-06-521638-5 | 5 czerwca 2024      | ISBN 978-83-8242-354-9 |
| Lista rozdziałów - 095. Test umiejętności (jap. 適性試験 Toraiauto) - 096. Wybrana ścieżka (jap. 選んだ道 Eranda michi) - 097. Bilet ostatniej szansy (jap. 最終切符 Saishū kippu) - 098. Mistrz zła (jap. 曲者 Kusemono) - 099. Skrytobójca i ninja (jap. 殺し屋と忍者 Koroshi-ya to ninja) - 100. Optymalny × najlepszy = najgorszy (jap. 最適×最高＝最悪 Saiteki × saikō = saiaku) - 101. Nowa forma (jap. 新しい関係性 Atarashī katachi) - 102. Świat czucia (jap. 感じる世界 Kanjiru sekai) - 103. Doświadczanie wszystkimi zmysłami (jap. 全感覚体験 Zen kankaku taiken) |                      |                        |                     |                        |
| 13 | 17 marca 2021        | ISBN 978-4-06-522073-3 | 5 sierpnia 2024     | ISBN 978-83-8242-355-6 |
| Lista rozdziałów - 104. Torippu (jap. 夢中) - 105. 5×6 - 106. Kamereon (jap. カメレオン) - 107. Zen shiai shūryō (jap. 全試合終了) - 108. Jūichi ketsu (jap. １１傑) - 109. Sentō shūdan (jap. 戦闘集団) - 110. Shinsanmono (jap. 新参者) - 111. Flow - 112. Ōbutai (jap. 大舞台) |                      |                        |                     |                        |
| 14 | 17 maja 2021         | ISBN 978-4-06-523148-7 | 4 października 2024 | ISBN 978-83-8242-356-3 |
| Lista rozdziałów - 113. Dorobō to keisatsu (jap. 泥棒と警察) - 114. Karutetto (jap. カルテット) - 115. Itoshi sae (jap. 糸師 冴) - 116. Ribenjā (jap. 復讐者) - 117. Hajimemashite (jap. はじめまして) - 118. Ibitsu (jap. 歪) - 119. Dai san no ya (jap. 第三の矢) - 120. Ao no idenshi (jap. 青の遺伝子) - 121. 1st Half |                      |                        |                     |                        |
| 15 | 17 sierpnia 2021     | ISBN 978-4-06-524479-1 | 6 grudnia 2024      | ISBN 978-83-8242-357-0 |
| Lista rozdziałów - 122. Heddorainā (jap. ヘッドライナー) - 123. Sekaiichi (jap. 世界一) - 124. Naito sunō (jap. ナイトスノウ) - 125. Guchagucha (jap. ぐちゃぐちゃ) - 126. Second Half - 127. Doragon doraivu (jap. ドラゴン・ドライヴ) - 128. Kōtai geki (jap. 交代劇) - 129. Reitetsu to hengen (jap. 冷徹と変幻) - 130. Sekai wa mada ore o shiranai (jap. 世界はまだ俺を知らない) - 131. Oshieta koto (jap. 教えた感情) |                      |                        |                     |                        |
| 16 | 15 października 2021 | ISBN 978-4-06-525141-6 | 5 lutego 2025       | ISBN 978-83-8242-358-7 |
| Lista rozdziałów - 132. Dokusai no ō (jap. 独裁の王) - 133. Kyokugen shūchū (jap. 極限集中) - 134. Hana (jap. 花) - 135. Shachihoko (jap. 鯱) - 136. Shūtaisei (jap. 集大成) - 137. Saigo no ippo (jap. 最後の一歩) - 138. Isshindōtai (jap. 一心同体) - 139. Shinkuro (jap. シンクロ) - 140. Shinzui (jap. 真髄) |                      |                        |                     |                        |
| 17 | 17 grudnia 2021      | ISBN 978-4-06-526286-3 | 5 kwietnia 2025     | ISBN 978-83-8242-359-4 |
| Lista rozdziałów - 141. Monsutā toransu (jap. 怪物夢中) - 142. Wārudo sutandādo (jap. 世界標準) - 143. Hitori janai (jap. ひとりじゃない) - 144. Seiheki (jap. 性癖) - 145. Born Slippy - 146. Final Match-up - 147. Shūgeki (jap. 終撃) - 148. Sengen (jap. 宣言) - 149. Konpurīto (jap. 計画完遂) |                      |                        |                     |                        |
| 18 | 17 marca 2022        | ISBN 978-4-06-527288-6 | —                   |                        |
| Lista rozdziałów - 150. Kyūka (jap. 休暇) - 151. Kawaru sekai (jap. 変わる世界) - 152. Saishidō (jap. 再始動) - 153. Kankyō (jap. 環境) - 154. Masutā (jap. 指導者) - 155. Neo egoisuto rīgu (jap. 新英雄大戦) - 156. Bastard - 157. Kaizā (jap. カイザー) - 158. Subete no toki o (jap. 全ての瞬間を) |                      |                        |                     |                        |
| 19 | 17 maja 2022         | ISBN 978-4-06-527913-7 | —                   |                        |
| Lista rozdziałów - 159. Hadō (jap. 覇道) - 160. Jinga x monsutā (jap. ジンガ×モンスター) - 161. Bī shotto (jap. 蜂撃) - 162. Kaizā inpakuto (jap. カイザーインパクト) - 163. Taigen-sha (jap. 体現者) - 164. Batafurai (jap. 蝶) - 165. Kami ni ataerare shi (jap. 神に与えられし) - 166. Utsuwa (jap. 器) - 167. Cross Flow |                      |                        |                     |                        |
| 20 | 15 lipca 2022        | ISBN 978-4-06-528501-5 | —                   |                        |
| Lista rozdziałów - 168. Zenbō (jap. 全貌) - 169. Sūpā entāteimento (jap. 超常娯楽) - 170. Nikutai kakumei (jap. 肉体革命) - 171. After the Game - 172. Shinjū (jap. 心中) - 173. vs.England - 174. Ōpuningu shūto (jap. オープニング・シュート) - 175. Risō to genjitsu (jap. 理想と現実) - 176. 44 |                      |                        |                     |                        |
| 21 | 17 października 2022 | ISBN 978-4-06-529489-5 | —                   |                        |
| Lista rozdziałów - 177. Wakusei hottorain (jap. 惑星ホットライン) - 178. Mae muite iki masshoi (jap. 前向いていきまっしょい) - 179. Hattentojō-chū (jap. 発展途上中) - 180. Hiyokko (jap. ヒヨッコ) - 181. Bigguban pīsu (jap. 限界突破欠片) - 182. Meta bijon (jap. 超越視界) - 183. Keshiki (jap. 景色) - 184. Besuto gōru pīsu (jap. 最適得点欠片) - 185. Shinsei (jap. 新生) |                      |                        |                     |                        |
| 22 | 16 grudnia 2022      | ISBN 978-4-06-529987-6 | —                   |                        |
| Lista rozdziałów - 186. Karuma (jap. 業) - 187. Kurosu rōdo (jap. CROSS ROAD) - 188. Uzu (jap. 渦) - 189. Yes Boss - 190. Kaiten (jap. 回天) - 191. Kamingu sūn (jap. COMING SOON) - 192. Dōran (jap. 動乱) - 193. Kiba (jap. 牙) - 194. Nanbā tsū (jap. 世界２位) |                      |                        |                     |                        |
| 23 | 16 marca 2023        | ISBN 978-4-06-530927-8 | —                   |                        |
| Lista rozdziałów - 195. Kami no shiren (jap. 神の試練) - 196. Monogatari (jap. 物語) - 197. Shujinkō-kan (jap. 主人公感) - 198. Rei-ten (jap. ０点) - 199. Nani ga mieru (jap. 何が視える) - 200. Tsugi nanka iranai (jap. 次なんかいらない) - 201. Darenimo mitsuke rarezu ni (jap. 誰にも見つけられずに) - 202. Hāto obu sōdo (jap. HEART OF SWORD) - 203. Ōbāhīto (jap. オーバーヒート) |                      |                        |                     |                        |
| 24 | 17 maja 2023         | ISBN 978-4-06-531566-8 | —                   |                        |
| Lista rozdziałów - 204. Sen’yū (jap. 戦友) - 205. Man obu za macchi (jap. ＭＯＭ) - 206. Kitai (jap. 期待) - 207. Tsū pea (jap. ツーペア) - 208. 100％ - 209. Vs. yūvāsu (jap. VS.ユーヴァース) - 210. Ēsu ītā (jap. 主役喰い) - 211. Zonbi (jap. ゾンビ) - 212. Unknown |                      |                        |                     |                        |
| 25 | 14 lipca 2023        | ISBN 978-4-06-532183-6 | —                   |                        |
| Lista rozdziałów - 213. Egoisutikku fō (jap. E・4(エゴイスティック・フォー)) - 214. Shigoto (jap. 仕事) - 215. Kōkeisha (jap. 後継者) - 216. Suterusu kiru (jap. 隠密殺撃) - 217. Puredetā ai (jap. 捕食者視界) - 218. Gēmu chenjā (jap. 変革者) - 219. Dainamizumu (jap. 超連鎖活動) - 220. Shīsō gēmu (jap. シーソーゲーム) - 221. Tsuretette (jap. 連れてって) |                      |                        |                     |                        |
| 26 | 14 września 2023     | ISBN 978-4-06-532844-6 | —                   |                        |
| Lista rozdziałów - 222. Dezain (jap. 設計) - 223. Shineru ka (jap. 死ねるか) - 224. Kantan na oshigoto (jap. 簡単) - 225. Reido batoru (jap. レイドバトル) - 226. Taishokunegai (jap. 退職願) - 227. Mirai e no tenbin (jap. 未来への天秤) - 228. Kusogaki (jap. 悪童) - 229. Underdog - 230. Badi (jap. 同志) |                      |                        |                     |                        |
| 27 | 15 grudnia 2023      | ISBN 978-4-06-533904-6 | —                   |                        |
| Lista rozdziałów - 231. Daibu tu burū (jap. DIVE TO BLUE) - 232. Hai eboriyūshon (jap. 爆発多様進化) - 233. Kagi (jap. 鍵) - 234. Enshutsuka (jap. 演出家) - 235. Umarete kita imi (jap. 生まれてきた意味) - 236. Sayonara (jap. サヨナラ) - 237. Sekai no chūshin (jap. 世界の中心) - 238. Dreamers - 239. Sōsei (jap. 創生) |                      |                        |                     |                        |
| 28 | 15 marca 2024        | ISBN 978-4-06-534561-0 | —                   |                        |
| Lista rozdziałów - 240. Toripurujappuappu (jap. トリプルジャップアップ) - 241. Takuan to nattō (jap. たくあんと納豆) - 242. Mahōtsukai to aoi bara (zenpen) (jap. 魔法使いと青い着薇(前編) - 243. Mahōtsukai to aoi bara (kōhen) (jap. 魔法使いと青い着薇(後編) - 244. Pari ekusu jen (jap. P・X・G) - 245. Ibben shinde koi (jap. いっべん死んでこい) - 246. Hensoku hentai (jap. 変則·変態) - 247. Orijinariti (jap. 自己独創性) - 248. Fainaru faito (jap. ファイナル·ファイト)                                                                                             |                      |                        |                     |                        |
| 29 | 16 maja 2024         | ISBN 978-4-06-535506-0 | —                   |                        |
| Lista rozdziałów - 249. The Beginning - 250. Michi to no kōbō (jap. 未知との攻防) - 251. Tokutō seki (jap. 特等席) - 252. Besuto pafōmansu (jap. 最高表現) - 253. Makyō (jap. 魔境) - 254. Jibungata · sekaigata (jap. 自分型·世界型) - 255. Mada moeteru (jap. まだ燃もえてる) - 256. Ura no ura no ura (jap. 裏の裏の裏) - 257. Two-Gun |                      |                        |                     |                        |
| 30 | 16 sierpnia 2024     | ISBN 978-4-06-536520-5 | —                   |                        |
| Lista rozdziałów - 258. Gattai hatsumei shin heiki (jap. 合体・発明・新兵器) - 259. Fukanō chōsen (jap. 不可能挑戦) - 260. Butsu (jap. クソ物) - 261. Akui (jap. 悪意) - 262. Zero - 263. Bōdārain (jap. 境界線) - 264. Deddo deddo deddo oa araibu (jap. 死死死生) - 265. Fujiyū no kanata (jap. 不自由の彼方) - 266. Super Star |                      |                        |                     |                        |

## Blue Lock: Episode Nagi
| 1 | 17 października 2022 | ISBN 978-4-06-528981-5 |
| Lista rozdziałów - 01. Tensai to wa (jap. 天才とは) - 02. Yakusoku (jap. 約束) - 03. Baka (jap. バカ) - 04. The Game                                                                                           |                      |                        |
| 2 | 16 marca 2023        | ISBN 978-4-06-530930-8 |
| Lista rozdziałów - 05. vs.TEAM Y - 06. Teiō to baka to mendōkusa gari-ya to (jap. 帝王とバカと面倒臭がり屋と) - 07. Bui (jap. ブイ) - 08. Dorei janaishi (jap. 奴隷じゃないし) - 09. Kansoku-sha (jap. 観測者) |                      |                        |
| 3 | 14 września 2023     | ISBN 978-4-06-532843-9 |
| Lista rozdziałów - 10. Mebae (jap. めばえ) - 11. Kō zenpen (jap. 光 前編) - 12. Hen (jap. 変) - 13. Konna ni mo (jap. こんなにも) - 14. Ichizu (jap. 一途)                                                     |                      |                        |
| 4 | 17 kwietnia 2024     | ISBN 978-4-06-535171-0 |
| Lista rozdziałów - 15. Honshō (jap. 本性) - 16. Gomikasu (jap. ゴミカス) - 17. Fake - 18. Baibai egoisuto (jap. バイバイエゴイスト) - 19. Gyakushū no shinigami (jap. 逆襲の死神)                              |                      |                        |
| 5 | 17 lipca 2024        | ISBN 978-4-06-536163-4 |
| Lista rozdziałów - 20. Muchi (jap. 無知) - 21. Jakuten kokufuku (jap. 弱点克服) - 22. Ai (jap. あい) - 23. FINAL - 24. Jikaku (jap. 自覚)                                                                      |                      |                        |